# ماهیگیر کوچک
ماهیگیر کوچک فیلمی به کارگردانی عبدالجبار دلدار و تهیه‌کنندگی پروانهٔ مرزبان ساختهٔ سال ۱۳۸۶ است.

## بازیگران
| بازیگران         |
| ---------------- |
| نگین هندو        |
| شکوفه صادق دقیقی |
| بی بی غریبی      |
| مهین عسل فروش    |
| حمید لطفی        |
| پرهام دلدار      |
| پدرام دلدار      |
| احمد عاقلی       |
| محمد نجفی        |
| سروش لطفی        |

## داستان
پسری نوجوان و ماهیگیر برای تامین هزینه‌های درمان بیماری برادرش با مشکل مواجه می‌شود.

## جوایز
| سال  | رویداد                 | جایزه    | برای      |
| ---- | ---------------------- | -------- | --------- |
| ۱۳۸۶ | جشنواره جهانی فیلم رشد | لوح سپاس | حمید لطفی |